# Terapia cognitiva
O termo terapia cognitiva pode designar em psicoterapia:
- em sentido restrito a abordagem psicoterapêutica criada por Aaron Beck;
- um grupo de abordagens que se baseiam no conceito de cognição, sobretudo a abordagem de Beck, a terapia racional-emotiva de Albert Ellis e o método de autoinstrução de Donald Meichenbaum.

No centro das terapias cognitivas se encontram as cognições. Cognições englobam atitudes, pensamentos, valores, juízos, e convicções. As terapias cognitivas partem do princípio de que a maneira como pensamos determina o modo como nos sentimos, nos comportamos e nossas reações corporais, e dão ênfase:
- à tomada de consciência das próprias cognições;
- à verificação de quão razoáveis, apropriadas ou realísticas tais cognições são;
- à correção de cognições irracionais ou inapropriadas e
- à transferência das cognições corrigidas na forma de comportamento

A esse processo dá-se o nome de reestruturação cognitiva. As terapias cognitivas destacam o processo ativo da construção da percepção: não a realidade objetiva, mas a visão subjetiva - os processos de seleção e de juízo da percepção - determinam de modo decisivo o comportamento. Essa visão fenomenológica aproxima as terapias cognitiva da psicologia humanista.
A ênfase no embasamento empírico aproxima as terapias cognitivas da terapia comportamental, levando assim ao surgimento da terapia cognitivo-comportamental.